# Ladeira da Misericórdia (Rio de Janeiro)
A Ladeira da Misericórdia foi a primeira via pública da cidade do Rio de Janeiro.
Foi aberta, certamente em 1567, quando da transferência para o Morro do Castelo, da cidade fundada por Estácio de Sá.
No alto dela, estava situado o Largo do Castelo com o prédio do Colégio dos Padres Jesuítas, da Companhia de Jesus.
Em 1878, quando foram cadastrados e renumerados todos os imóveis da cidade, a Ladeira da Misericórdia tinha onze prédios.
Após a demolição do Morro do Castelo em 1922, restou, ao lado da Igreja de Nossa Senhora do Bonsucesso, o pequeno trecho inicial dessa. Apesar de terminar abruptamente, ainda apresenta o seu calçamento original, em pé de moleque.
Esta rua é referenciada como morada do Vigário-Major do romance "Memórias de um Sargento de Milícias", de Manuel Antônio de Almeida.